# Discovery Travel and Living
Discovery Travel and Living, dawniej Discovery Travel and Adventure – telewizyjny kanał tematyczny nadający filmy dokumentalne i programy popularnonaukowe poświęcone podróżom i stylowi życia. Ta nazwa kanału jest używana w Europie, Ameryce Łacińskiej i Azji, w innych częściach świata kanał ten jest znany jako Travel Channel.
Kanał przyjął nazwę w 2005 roku po rebrandingu z Discovery Travel & Adventure, a w połowie 2009 roku wprowadzono format lifestylowej telewizji dla kobiet. We wrześniu 2010 roku kanał był dostępny w 48% gospodarstw domowych w Polsce, a jego udział w rynku w grupie 16-49 wynosił 0,29%. 1 października 2010 roku kanał zmienił nazwę na TLC, lecz pozostał kanał o tej samej tematyce – Travel Channel

## Logo
| Okres                             | Opis | Logo |
| --------------------------------- | --- | ---- |
| 7 czerwca 1999 – 31 stycznia 2005 | Logo Discovery, a pod spodem napis „TRAVEL & ADVENTURE”. |      |
| 1 lutego 2005 – 27 maja 2009      | Czerwone logo Discovery w purpurowym prostokącie, obok napis „travel & living” w purpurowo-czerwonym prostokącie.                                                            |      |
| 28 maja 2009 – 30 września 2010   | Purpurowe logo Discovery, a pod spodem napis „travel” i „living” w kolorze czerwonym, znak „&” w kolorze purpurowym. Na ekranie napis „travel” i „living” miały kolor biały. |      |

## Wybrane programy
- Niania do wynajęcia
- Jak się nie ubierać
- Anthony Bourdain - bez rezerwacji
- LA Ink
- Miami Ink – studio tatuażu
- Mieszkaniowy biznes
- Operacje plastyczne
- Rodzina 2+8
- Targ kulinarnych cudów
- Medyczne zagadki
- Ciąża z zaskoczenia
- Urazówka – życie i śmierć w izbie przyjęć
- Wielki świat małych ludzi
- Wielkie projekty
- Chirurgia otyłości
- Szef kuchni w Twoim domu
- Salon sukien ślubnych
- Kiedy Cię nie było
- Najbogatsi w Europie